# Äktenskapsbyrån
Äktenskapsbyrån – szwedzki niemy film dramatyczny z 1913 roku w reżyserii Victora Sjöströma.

## Obsada
- Helfrid Lambert – Pani Petterkvist
- Victor Lundberg – Petterkvist, notariusz